# Дом Киппена
Дом купца Е. Ф. Киппена — городская усадьба в центре Москвы (Старосадский пер., д. 5/8). Построена в 1817—1819 годах на основе более старого здания. В настоящее время усадьбу занимает Московский Союз художников. Дом Киппена имеет статус объекта культурного наследия федерального значения.

## История
В конце XVII века на этом участке находилось владение боярина Петра Лопухина, дяди царицы Евдокии Лопухиной. Во время пожара 1812 года усадьба Лопухиных серьёзно пострадала и спустя пять лет была продана. Часть владений приобрела лютеранская община, и в 1818—1819 годах там была построена церковь святых Петра и Павла. Другую половину участка приобрёл купец Е. Ф. Киппен и в 1817—1819 годах построил там усадебный дом с классическим портиком. Фрагмент стены старой усадьбы Лопухиных с наличником был обнаружен в правой части главного дома во время реставрационных работ.
В 1844 году петербургский пупец К. Х. Толль перестроил правый флигель усадьбы, надстроив второй этаж. В 1857 году коллежский регистратор А. И. Чернов выстроил левый флигель. В тот период за главным домом усадьбы находился большой сад (сейчас там пожарная часть № 47). В конце XIX века усадьбу приобрёл купец Ф. Н. Конкин.

## Архитектура
Комплекс усадьбы Киппена включает несколько построек (Старосадский пер., д. 5/8, стр. 2, 3, 4, 5, 6). Главный дом находится в глубине двора. По центральной оси расположены парадные ворота. Центральная часть фасада усадебного дома выделена крупным портиком из шести дорических полуколонн, объединяющим два этажа. Портик завершён почти гладким антаблементом и крупным фронтоном. По бокам портика — два входа, накрытые широкими коваными зонтиками. На втором этаже над входами размещены эркеры с ионическими основаниями.